# Mainfonds
Mainfonds là một xã thuộc tỉnh Charente trong vùng Nouvelle-Aquitaine tây nam nước Pháp. Xã này có độ cao trung bình 120 mét trên mực nước biển.